# Aleh Ahiyevich
Aleh Ahiyevich (né le 28 juin 1993 à Minsk) est un coureur cycliste biélorusse. Il participe à des compétitions sur route et sur piste.

## Palmarès sur piste

### Championnats du monde
- Minsk 2013
  - 15e de la poursuite par équipes
- Cali 2014
  - 12e de la poursuite par équipes
  - 16e de la poursuite

### Championnats nationaux
- 2011
  - 3e du championnat de Biélorussie de poursuite par équipes
- 2012
  - 3e du championnat de Biélorussie de poursuite par équipes
  - 3e du championnat de Biélorussie de scratch
- 2013
  - 3e du championnat de Biélorussie de poursuite
- 2014
  -  Champion de Biélorussie de poursuite par équipes[n 2]
  - 2e du championnat de Biélorussie de scratch
  - 3e du championnat de Biélorussie de poursuite
  - 3e du championnat de Biélorussie de l'omnium
- 2017
  - 3e du championnat de Biélorussie de poursuite
  - 3e du championnat de Biélorussie de poursuite par équipes

## Palmarès sur route

### Par année
- 2015
  -  Champion de Biélorussie du contre-la-montre espoirs
  - 3e du championnat de Biélorussie du contre-la-montre
- 2016
  - 3e du championnat de Biélorussie du contre-la-montre

### Classements mondiaux
| Année           | 2014 | 2015 |
| --------------- | ---- | ---- |
| UCI Europe Tour | 730e | 790e |